# Mohamad Ali Gaderi
Mohamad Ali Gaderi es un deportista iraní que compitió en taekwondo. Ganó una medalla de bronce en el Campeonato Asiático de Taekwondo de 1986, en la categoría de –64 kg.

## Palmarés internacional
| Campeonato Asiático | Campeonato Asiático | Campeonato Asiático | Campeonato Asiático |
| Año                 | Lugar               | Medalla             | Categoría           |
| ------------------- | ------------------- | ------------------- | ------------------- |
| 1986                | Darwin (Australia)  | Medalla de bronce   | –64 kg              |